# Egbertus Havinga
Egbertus Havinga  (* 5. Juli 1909 in Amersfoort; † 22. November 1988 in Wassenaar) war ein niederländischer Chemiker und Professor für Organische Chemie an der Universität Leiden (Organische Chemie, Stereochemie).

## Leben und Wirken
Havinga studierte Chemie und Physik in Utrecht und erhielt 1934 sein Doktoraalexamen mit der Fächerkombination Organische Chemie und Theoretische Physik. Seine Lehrer in Utrecht waren Hendrik Anthony Kramers und  Fritz Kögl. 1939 wurde er bei Fritz Kögl mit der Arbeit Monomoleculaire lagen; structuur en chemische reacties (Monomolekulare Schichten; Struktur und Reaktionen) promoviert. Danach war er Konservator am Labor für Medizinische Chemie in der Fakultät für Veterinärmedizin in Utrecht. 1946 war er Nachfolger von Jan Johannes Blanksma auf dem Lehrstuhl für Organische Chemie an der Universität Leiden. 1979 wurde er emeritiert.
Er befasste sich mit theoretischen Untersuchungen in der Organischen Chemie (was zu Beginn seiner Karriere in den Niederlanden unüblich war) und führte moderne physikalische Untersuchungsverfahren in seinem Labor in Leiden ein (Röntgen- und Elektronenbeugung, verschiedene spektroskopische Verfahren, Messung von Dipolmomenten). Er hatte in den Niederlanden viele Schüler. Havinga war insbesondere am Zusammenhang der räumlichen Struktur (Konformation) organischer Moleküle und deren Reaktivität interessiert. Er initiierte stereochemische Modellstudien an beweglichen aliphatischen Ringsystemen und wies eindeutig nach, dass die Sesselform von Cyclohexan und einigen seiner einfachen Derivate energetisch am Günstigsten ist, bei einigen anderen Derivaten (wie Diketonen) aber eine flexiblere Form günstiger ist. Diese grundlegenden Einsichten über das dynamische Gleichgewicht von Molekülen mit verschiedener räumlicher Struktur führten später zur Entdeckung und Erklärung des Anomeren Effektes. Später untersuchte er Photoreaktionen von Vitamin D (Übergang zwischen Isomeren), Untersuchungen zum Zusammenhang von Orbitalsymmetrie und Reaktionen mit seinem Kollegen L. J. Oosterhoff (im Vorfeld der späteren Woodward-Hoffmann-Regeln) und Konformationsgleichgewichten (NEER Prinzip: Non Equilibrium of Excited Rotamers). Weiter befasste er sich mit Photo-Substitutionsreaktionen an Aromaten (Heterolyse, sie waren vorher vor allem mit Homolyse und Radikalbindung assoziiert), die in seinem Labor durch Zufall entdeckt wurden an Nitroverbindungen von Aromaten, die über die Mittagspause dem Sonnenlicht ausgesetzt waren. 
1973 hielt er die Paul-Karrer-Vorlesung über Vitamin D.
Er war seit 1956 Mitglied der Königlich Niederländischen Akademie der Wissenschaften und er war Ritter vom Orden des Niederländischen Löwen. Die Universität Leiden vergibt eine nach ihm benannte Medaille.
Er war mit der promovierten Pharmazeutin Louise D. Oversluys verheiratet.